# Ztraceni ve vesmíru
Ztraceni ve vesmíru (anglicky Lost in Space) je americký sci-fi film z roku 1998, natočený na motivy stejnojmenného seriálu ze 60. let dvacátého století. Režie se ujal Stephen Hopkins. Hlavní role ztvárnili William Hurt jako profesor Robinson, Matt LeBlanc v postavě majora Dona Westa, Heather Grahamová hrající doktorku Judy Robinsonovou a Lacey Chabertová v úloze Penny Robinsonové.

## Příběh
V roce 2050 je na Zemi již velmi poničené životní prostředí a téměř vytěžené všechny přírodní zdroje. Přestože byly zavedeny mnohé recyklační technologie, nedokázaly situaci obrátit k lepšímu. Jako naděje celého lidstva je proto vyslána expedice, jejímiž členy jsou rodinní příslušníci Robinsonových, na vzdálenou planetu.
Do lodi se však na poslední chvíli dostane také sabotér, který jejich letový plán pokazí. Expedice tak musí experimentovat a změnit plán trasy, čímž ztratí velkou část paliva. Nakonec se přece jen dostane na cílovou planetu, jenže tam havaruje a již není schopna loď opravit.
Posádka po přistání náhle zjišťuje, že se vedle nich nachází vrak téže lodi, jen o padesát let starší. Tento vrak je vlastně následkem toho, že vyslaná expedice nebyla schopna loď opravit a byla přinucena zde zůstat. S pomocí součástek ze staré lodi se posádka pokusí svoji loď opravit a odletět. To se však podaří bez jednoho člena, ovšem plavidlo havaruje při srážce s asteroidem; planeta, prolínaná dvěma časoprostorovými realitami, se začne rozpadat. Will Robinson, který jako jediný z původní posádky na planetě zůstal, pomocí stroje času na staré lodi odcestuje do okamžiku před srážkou a posádku zachrání. Ta následně pokračuje v misi, kterou započala odletem ze Země.

## Obsazení
| William Hurt      | profesor John Robinson         |
| Mimi Rogers       | profesorka Maureen Robinsonová |
| Lacey Chabert     | Penny Robinsonová              |
| Heather Grahamová | dr. Judy Robinsonová           |
| Jack Johnson      | Will Robinson                  |
| Gary Oldman       | dr. Zachary Smith              |
| Matt LeBlanc      | major Don West                 |
| Jared Harris      | starší Will Robinson           |
| Edward Fox        | obchodník                      |
| Lennie James      | Jeb Walker                     |